# Loge L'Union Frédéric
Loge L'Union Frédéric is een vrijmetselaarsloge gevestigd in Den Haag, onder obediëntie van het Grootoosten der Nederlanden. De loge komt bijeen in het Haagse logegebouw, in de Tweede Sweelinckstraat.

## Ontstaansgeschiedenis
Prins Frederik van Oranje-Nassau werd in 1816 Grootmeester van alle Nederlandse vrijmetselaren. In datzelfde jaar werd de loge L’Union Frédéric gesticht. In 1846 kocht de Prins een gebouw voor de Orde. Dit gebouw werd in gebruik gegeven aan de Loge L’Union Royale onder voorwaarde dat de loge zou fuseren met de twee overige Haagse loges L’Union Frédéric en Eendracht Maakt Macht. 
In 1914 was de loge L’Union Royale zo groot geworden dat een splitsing nodig was. Ter herinnering aan haar oorsprong noemde de nieuwe loge zich L’Union Frédéric en 'Eendracht maakt macht' werd haar wapenspreuk. Nassaublauw en goud werden als logekleuren aangenomen. 

## 1940-1945
In 1940 werd de orde door de Duitse bezetters als een der eerste tot verboden vereniging verklaard. Grootmeester Hermannus van Tongeren werd gearresteerd en kwam op 29 maart 1941 om het leven in het concentratiekamp Sachsenhausen. Loge L'Union Frédéric werd een slapende loge welke niet bijeenkwam. Dit weerhield de leden er niet van om elkaar op te zoeken en hun maçonnieke arbeid in het geheim voort te zetten.

## Comparitie
De loge komt wekelijks bijeen op de maandagavond. Als zij geen open loge hebben waarin een rituaal wordt uitgevoerd, houdt de loge bijeenkomsten, welke comparities worden genoemd. Op deze avonden vormt een zogenaamd bouwstuk het middelpunt. Een dergelijke presentatie kan gaan over een maatschappelijk of een levensbeschouwelijk onderwerp, waarbij veel aandacht wordt besteed aan de relevante vrijmetselaarsideeën daarover.
Om de gedachtewisseling bij de comparitie veel ruimte te geven, duurt de oplevering van een bouwstuk meestal niet veel langer dan een half uur. De opzet van de logeavond is zo dat geen situatie van een spreker en luisteraars ontstaat, maar een voortdurende dialoog, waarbij spontane reacties en een informele uitwisseling van gedachten bevorderd worden. Ook persoonlijke ontboezemingen krijgen de ruimte, waarbij de spreker ernaar streeft ze zo te brengen dat ook het inzicht van anderen erdoor verdiept wordt.

## Toetreding
Voor het lidmaatschap van een loge is de toelating als lid van de Orde van Vrijmetselaren onder het Grootoosten der Nederlanden vereist, omdat het lidmaatschap van de loge samenvalt met het lidmaatschap van de Orde van Vrijmetselaren. Men wordt daadwerkelijk lid van een loge door een inwijding of door een overschrijving van een andere loge.
Als iemand lid wil worden moet hij de beginselverklaring van de Orde van harte kunnen onderschrijven.